# Convergence pour la démocratie sociale
La Convergence pour la démocratie sociale (Convergencia para la Democracia Social) est un parti de Guinée équatoriale membre de l'Internationale socialiste.